# برناردينو راماتسيني
برناردينو راماتسيني (بالإيطالية: Bernardino Ramazzini) ـ (4 أكتوبر 1633 ـ 5 نوفمبر 1714) هو طبيب إيطالي. كان من أوائل من اكتشفوا فوائد لحاء الكينا (الذي يشتق منه عقار الكينين) في علاج الملاريا. ومن أبرز مؤلفاته الطبية كتابه «أمراض العمال» (باللاتينية: De Morbis Artificum Diatriba) وهو من أوائل الكتب التي تتناول الأمراض المهنية، وقد نُشرت طبعته الأولى في مودينا سنة 1700، ونُشرت طبعته الثانية في بادوا سنة 1713.
عُين راماتسيني أستاذًا للطب النظري بجامعة مودينا سنة 1682، ثم شغل منصب أستاذ الطب بجامعة بادوا من سنة 1700 إلى وفاته. وهو يلقب بأبي الطب المهني.

## روابط خارجية
- برناردينو راماتسيني على موقع الموسوعة البريطانية (الإنجليزية)